# Paphiopedilum fowliei
Paphiopedilum fowliei là một loài lan thuộc Chi Lan hài, Họ Lan. Đây là thực vật đặc hữu Palawan, Philipin. Môi trường sinh sống của chúng ở vùng bán nhiệt đới và nhiệt đới, vùng đất thấp ẩm. Chúng đang bị đe doạ do mất môi trường sinh sống.